# Asociación Española de Autores de Obras Fotográficas Cinematográficas
La Asociación Española de Autores de Obras Fotográficas Cinematográficas (AEC), fundada en 1993, es una organización educativa, cultural y profesional. Forman parte de ella directores de fotografía con trayectorias de gran reconocimiento en España, así como otras personas o grupos que hayan realizado una labor de apoyo a actividades relacionadas con la dirección de fotografía.
Los miembros pueden poner las siglas A.E.C. después de sus nombres. La afiliación a la AEC se realiza mediante solicitud, pero es la propia asociación la que decide si se tienen los méritos necesarios para formar parte de ella. La AEC tiene cerca de 140 miembros en la actualidad.

## Miembros
Los miembros de la AEC se clasifican como activos, asociados, eméritos o protectores según el tipo de contribución que hacen a la labor de la dirección de fotografía. Entre muchos otros, se encuentran directores de fotografía ganadores del premio Goya como Javier Aguirresarobe, Alex Catalán, José Luis Alcaine, Kiko de la Rica o Xavi Giménez.

### Miembros activos
La AEC considera miembros activos a aquellos directores de fotografía que se encuentren en activo y tengan al menos una obra audiovisual de interés fotográfico.

### Miembros asociados
Los miembros asociados son profesionales o estudiantes de cinematografía que se hayan dado de alta para contribuir en diversos fines sociales relacionados con la asociación.

### Miembros eméritos
Son aquellos asociados que hayan terminado su trayectoria profesional.

### Miembros protectores
Los miembros protectores son aquellas personas, sociedades, organismos, asociaciones o empresas que colaboran económicamente o en actividades de la AEC.

## Premios
La AEC otorga una serie de premios en reconocimiento a las obras más destacadas de cada año, elegidas en votación por los miembros.
- Prismas Anuales
- Prismas Honoríficos
- Prismas Contribución a la Imagen
- Prismas Festival San Sebastián
- Bronces